# Боббі Вуд
Боббі Вуд (англ. Bobby Wood; нар. 15 листопада 1992, Гонолулу) — американський футболіст, нападник клубу «Гамбург».
Виступав, зокрема, за клуб «Мюнхен 1860», а також національну збірну США.

## Клубна кар'єра
Народився 15 листопада 1992 року в місті Гонолулу. Вихованець юнацьких команд футбольних клубів з США «Powder Edge», «Irvine Strikers» та німецького клубу «Мюнхен 1860».
У дорослому футболі дебютував 2010 року виступами за другу команду «Мюнхен 1860», в якій провів три сезони, взявши участь у 46 матчах чемпіонату.
Своєю грою за цю команду привернув увагу представників тренерського штабу головної команди «Мюнхен 1860», до складу якої почав залучатися 2013 року. Відіграв за мюнхенську команду наступні два сезони своєї ігрової кар'єри. Більшість часу, проведеного у складі «Мюнхена 1860», був основним гравцем атакувальної ланки команди.
Згодом з 2015 по 2016 рік грав у складі команд клубів «Ерцгебірге Ауе» (на правах оренди) та «Уніон» (Берлін).
До складу клубу «Гамбург» приєднався 2016 року. Відтоді встиг відіграти за гамбурзький клуб 1 матч у національному чемпіонаті.

## Виступи за збірні
Протягом 2010–11 років залучався до складу молодіжної збірної США. На молодіжному рівні зіграв у 7 офіційних матчах, забив 4 голи.
2013 року дебютував в офіційних матчах у складі національної збірної США. Наразі провів у формі головної команди країни 24 матчі, забивши 6 голів.
У складі збірної був учасником розіграшу Кубка Америки 2016 року в США.